# Caccia di Diana (Domenichino)
La caccia di Diana è un dipinto a olio su tela realizzato nel 1616 dall'artista italiano Domenichino. L'opera fu commissionata dal cardinale Pietro Aldobrandini, ma gli venne rubata dal cardinale Scipione Borghese. Attualmente è conservata alla galleria Borghese di Roma, in Italia.

## Storia
Inizialmente questo quadro venne commissionato dal cardinale Pietro Aldobrandini e doveva completare la collezione di dipinti tizianeschi già posseduti dal cardinale. Tuttavia, i dipinti di Tiziano non erano stati commissionati dall'Aldobrandini, né lui fu il loro primo proprietario. Pietro Aldobrandini era il nipote del papa Clemente VIII. Tuttavia, quando la famiglia Borghese salì al potere, la famiglia di Clemente VIII perse il favore. Aldobrandini usava l'arte come un modo per fuggire dallo stress quotidiano dovuto agli impegni da cardinale. Era un collezionista bramoso sia delle opere di Tiziano che di quelle di Annibale Carracci. Ciò spiega l'interesse di Pietro Aldobrandini per le opere del Domenichino, dato che egli fu uno studente del Carracci. La collezione di opere tizianesche di Aldobrandini proveniva dai beni confiscati dopo l'annessione del dominio della famiglia d'Este allo stato Pontificio e comprendeva la Festa degli amorini e il Baccanale degli Andrii.
Dopo la morte del papa Clemente VIII, Camillo Borghese salì al soglio pontificio come papa Paolo V. Suo nipote, Scipione Caffarelli, venne poi adottato dal papa, diventando quindi Scipione Borghese. L'ostilità tra Scipione Borghese e Pietro Aldobrandini derivava dal fatto che Borghese fu il successore di Aldobrandini come cardinal nipote. Anche la famiglia Borghese sostenne molti artisti quando fu al potere. Scipione possedeva molte opere mitologiche, come le Muse di Giovanni Baglione che completavano la sua collezione. La maggior parte della collezione Borghese venne acquistata con la forza da altri artisti e mecenati dopo che questi erano stati esiliati o privati del potere e delle ricchezze.
Sebbene in origine quest'opera fosse stata commissionata da Pietro Aldobrandini, Scipione si rivolse al pittore e lo esortò a completare la commissione per lui. Domenichino, che era leale alla famiglia Aldobrandini, si rifiutò: venne prontamente imprigionato per alcuni giorni dal Borghese, dopodiché finì l'opera, venendo pagato solo 40 scudi (150 in tutto, contando anche una Sibilla Cumana).

## Descrizione
(Adolfo Venturi, Il Museo e la Galleria Borghese, 1893, p. 59)

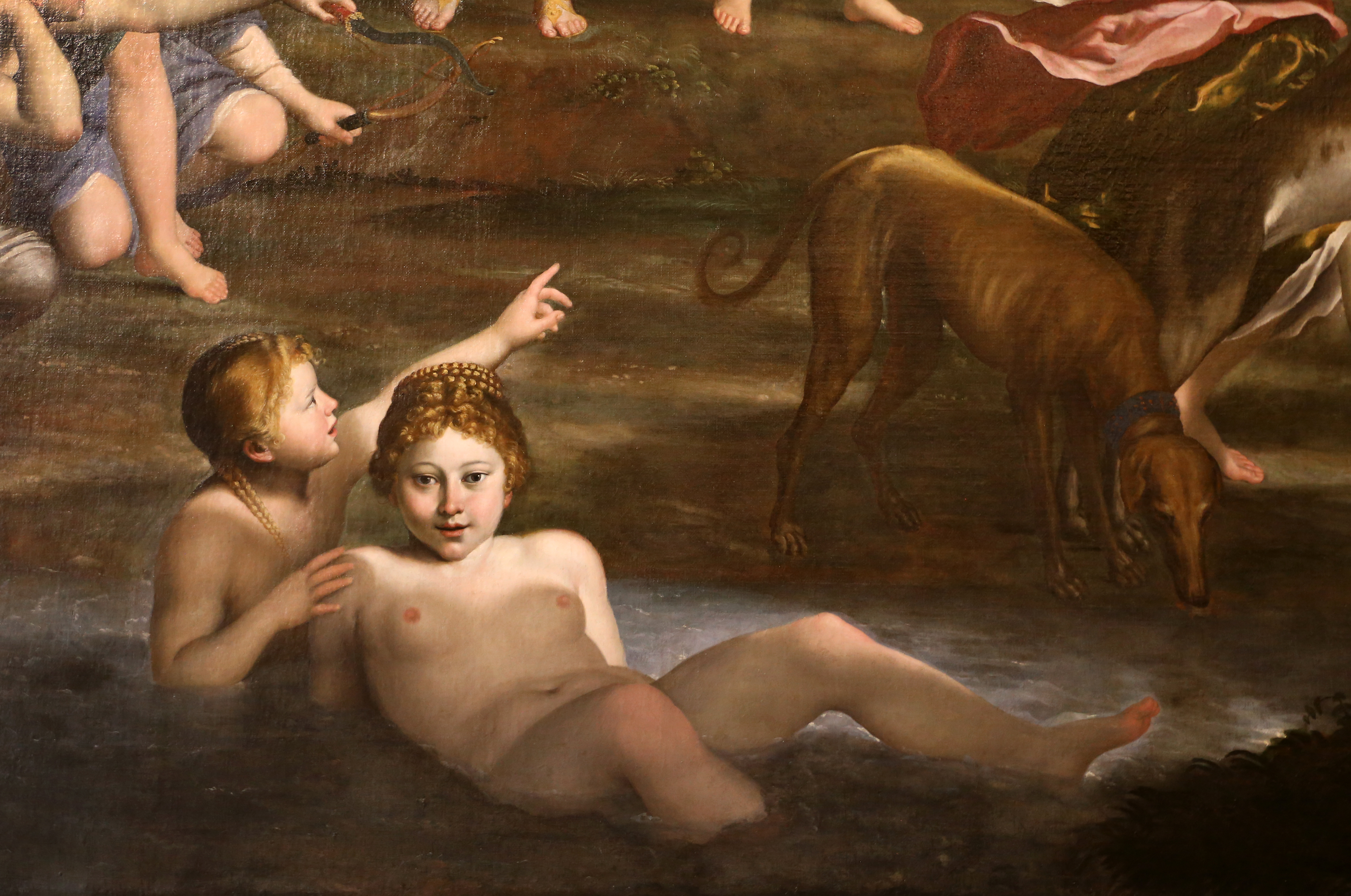
Un dettaglio delle ninfe bagnanti in primo piano.

Come afferma il titolo, il soggetto è una scena mitologica che ritrae Diana, la dea della caccia, della Luna, della verginità e degli animali selvatici. L'opera raffigura una gara di tiro con l'arco tra la dea Diana e le ninfe che erano le sue seguaci. Come discusso in molte fonti antiche come l'Eneide di Virgilio, la Teogonia di Esiodo e l'Iliade, il poema epico di Omero, questa scena raffigura la dea e le sue compagne dopo una battuta di caccia, mentre provano a colpire una colomba con le loro frecce. Diana è identificabile facilmente in questo quadro grazie alla tiara con una mezzaluna rovesciata che porta sul capo. Di solito la si può identificare anche dall'arco e da una faretra di frecce.
Il dipinto dimostra l'abilità del Domenichino nel dipingere un paesaggio, come pure la sua conoscenza e la familiarità con gli stili artistici dell'antichità. Nella parte destra del quadro si trovano due uomini che spiano le ninfe: questi personaggi fungono da allegorie e rappresentano la scopofilia, la lussuria, il rischio e, infine, il pericolo nel quale si stanno cacciando a causa delle loro azioni. Queste figure richiamano quella del cacciatore Atteone, che venne trasformato in un cervo dopo aver visto Diana che si faceva un bagno e venne sbranato dai suoi cani. Infatti, sullo sfondo due ninfe portano un cerbiatto come trofeo di caccia.
Un levriero abbaia nella direzione dell'uccello colpito e viene trattenuto da una delle ragazze. In primo piano si trovano due delle ninfe semimmerse in acqua: una osserva la colomba colpita dalla saetta, mentre l'altra guarda direttamente lo spettatore. Questo è il modo con il quale il Domenichino trasporta il pubblico nel quadro, infrangendo la barriera tra lo spettatore e il soggetto. La ninfa sta sorridendo, come se avesse sorpreso lo spettatore tra i cespugli che osserva la scena, paragonandolo dunque agli uomini nel dipinto.

## Stile
Lo stile del Domenichino si basa molto sulla natura, dato che egli credeva che fosse il fondamento critico di tutte le opere d'arte. Inoltre, studiò molto le forme delle sculture antiche per influenzare il suo modo di ritrarre la figura umana. Questo spiega anche la sua attenzione dettagliata nel vestire queste figure con gli abiti dell'epoca nella quale sarebbe ambientata l'opera, invece dei vestiti che l'artista avrebbe potuto vedere ai suoi tempi. Il Domenichino credeva che raffigurare gli eventi su larga scala fosse il modo giusto per far immergere lo spettatore nell'opera, piuttosto che raccontare semplicemente l'ossatura della storia. La natura caotica della scena spiega come i due uomini siano riusciti ad avvicinarsi di soppiatto per spiare la dea e le sue seguaci. Ci sono molti temi che operano in questo quadro: una scena di storia, un paesaggio e un insegnamento. Le sue opere d'arte si abbinavano bene con quelle di Tiziano.